# 알프레도 카셀라

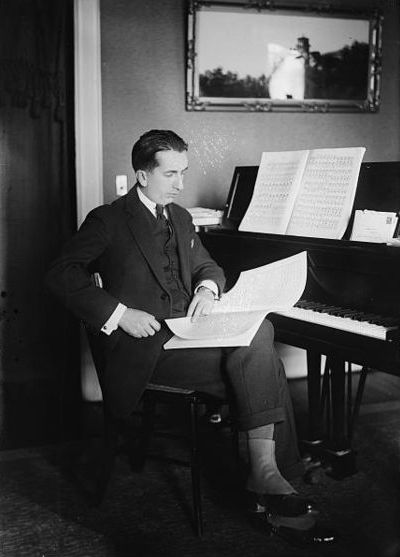

알프레도 카셀라(Alfredo Casella, 1883년 7월 25일 ~ 1947년 3월 5일)는 이탈리아의 작곡가이다. 작곡가 이외에 피아니스트, 지휘자로도 알려져 있다. 양친 모두 음악가이며 어릴 적부터 엄한 교육을 받아 13세에 파리 음악원에 입학하였다. 이후 가브리엘 포레에게 작곡을 배웠으며, 제1차 세계 대전의 발발로 1915년에 귀국하여 연주 활동 및 창작 활동을 했다. 초기 작품으로는 독일 후기 낭만파의 영향이 보였으나 점차 투명한 이탈리아 고전의 전통을 바탕으로 한 현대 풍의 작풍으로 전환해 갔다.

## 작품목록

### 교향곡
- 교향곡 1번 나단조 Op.5
- 교향곡 2번 다단조 Op.12
- 교향곡 3번 가단조 Op.63 '신포니아'

### 관현악
- 이탈리아 광시곡 Op.11
- 관현악 조곡 바장조 Op.13
- 전쟁의 기억 Op.25
- 옹기 조곡(甕器 組曲)
- 영웅적 비가 Op.29
- 피아노와 관현악을 위한 파르티타 Op.42
- 로마 협주곡 Op.43 (오르간)
- 스카를라티아나 Op.44
- 바이올린 협주곡 가단조 Op.48
- 삼중협주곡 다단조 Op.56
- 첼로 협주곡 가단조 Op.58
- 관현악을 위한 협주곡 내림마장조 Op.61